# Sciapus tener
Sciapus tener är en tvåvingeart som först beskrevs av Friedrich Hermann Loew 1862.  Sciapus tener ingår i släktet Sciapus och familjen styltflugor. Inga underarter finns listade i Catalogue of Life.